# Deena Trudy
Deena Trudy Goldberg (* 21. Mai 1986 in Edmonton, Alberta) ist eine kanadisch-US-amerikanische Schauspielerin.

## Leben
Trudy wurde am 21. Mai 1986 in Edmonton als Tochter einer jüdischen Familie geboren. Ihr Vater Henry Goldberg ist europäischer Herkunft und seine Eltern waren beide Holocaust-Überlebende. Ihre Mutter Kaya Goldberg wurde in Mobile, im US-amerikanischen Bundesstaat Alabama, als Kaya Barr geboren. Sie hat zwei jüngere Brüder, die Zwillinge sind. Als sie zwei Jahre alt war, zog die Familie nach Palo Alto in Kalifornien. In den nächsten Jahren zog die Familie mehrmals um, ehe sie sich schließlich in Arizona niederließen. Etwas später trennten sich ihre Eltern und ihr Vater verzog zurück nach Kanada. In jungen Jahren wurde ihr Interesse für das Schauspiel geweckt und sie begann, als Kinderdarstellerin in ersten Theaterstücken mitzuwirken. Sie lernte das Schauspiel an der New York University und studierte Business und Marketing an der Arizona State University.
Im 2007 erschienenen Film Glück im Spiel debütierte Trudy in einer Nebenrolle als Pokerspielerin. In den nächsten Jahren folgten Besetzungen in Kurzfilmen sowie Nebenrollen in den Filmproduktionen Jolene, SIS und Red Corvette. 2009 hatte sie eine Nebenrolle in der Fernsehserie Dr. House inne. Nach weiteren kleineren Rollen in den Spielfilmen References und Chihuahua: The Movie im Jahr 2010, spielte sie im Blockbuster Thor eine Nebenrolle als Engel-Wächterin. Im selben Jahr spielte sie die Hauptrolle der Storm Adams im Horrorfilm Zombie Killer – The Masked Epidemic. 2013 verkörperte sie in Iron Man 3 eine Agentin des Secret Service. 2014 stellte sie im Film Android Cop die Rolle der Officer Jackson dar und wirkte ab demselben Jahr bis 2019 in der Webserie Toke N Choke Dispensary: Webisodes als Schauspielerin, Regisseurin, Drehbuchautorin und Produzentin mit. 2018 hatte sie eine Rolle in Bumblebee inne.

## Filmografie (Auswahl)
- 2007: Glück im Spiel (Lucky You)
- 2008: I’m Voting Republican (Kurzfilm)
- 2008: Jolene
- 2008: SIS
- 2008: Skeletons (Kurzfilm)
- 2009: Her Special Day (Kurzfilm)
- 2009: Red Corvette
- 2009: Dr. House (House, M.D., Fernsehserie, Episode 6x02)
- 2010: References
- 2010: Chihuahua: The Movie
- 2011: Thor
- 2011: Zombie Killer – The Masked Epidemic
- 2013: Iron Man 3
- 2014: Android Cop
- 2014–2019: Toke N Choke Dispensary: Webisodes (Fernsehserie, 5 Episoden; auch Regie, Drehbuch und Produktion)
- 2018: Bumblebee
- 2023: Jhon Jatenjor's Interviews (Fernsehserie, 1 Episode)